# Stade Said Mohamed Cheikh
Stade Said Mohamed Cheikh je višenamjenski stadion u glavnom komorskom gradu Mitsamiouli. Većinom se koristi za nogometne utakmice. Počeo se graditi 2005. a otvoren je 2007.
Stadion je dobio ime po bivšem komorskom premijeru i političaru Saidu Mohamedu Cheikhu. Nakon što je izgrađen, postao je novi dom reprezentacije Komora, zamijenivši stariji Stade de Beaumer. Također, Stade Said Mohamed Cheikh je prvi stadion s Komora koji je ugostio utakmicu afričke Lige prvaka.

## Vanjske poveznice
- Informacije o stadionu  Arhivirana inačica izvorne stranice od 7. studenoga 2012. (Wayback Machine)